# Kromboomssloot

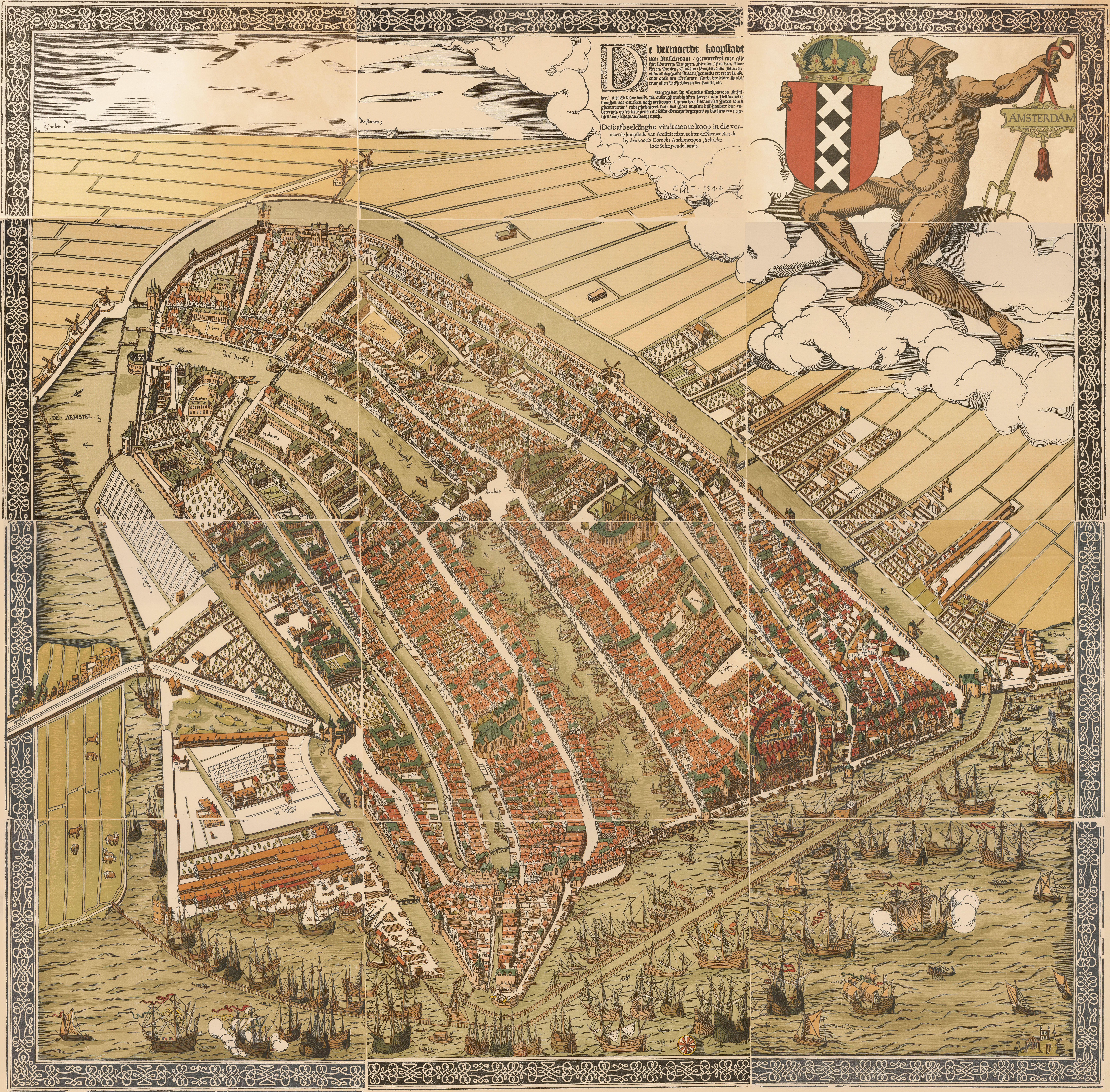
De Kromboomssloot linksonder op de Vogelvluchtkaart van Cornelis Anthonisz uit 1544.

De Kromboomssloot, ook wel geschreven als Krom Boomssloot, is een gracht in de Lastage (Nieuwmarktbuurt) in de binnenstad van Amsterdam. Het is een dwarsvaart van de Rechtboomssloot en werd daarom vroeger Dwarsboomssloot genoemd. Zoals de namen al aanduiden is de Rechtboomssloot kaarsrecht, terwijl er een bocht zit in de Kromboomssloot.
De gracht werd in 2007 verkozen tot een van de mooiste straten van Amsterdam.

## Beschrijving
De Kromboomssloot loopt vanaf de Rechtboomssloot in min of meer zuidwestelijke richting naar een bocht waar de gracht overgaat in de Snoekjesgracht richting Oudeschans. Bij deze bocht is ook een pleintje met bankjes en een pilaarvormig kunstwerk van Wim Tap uit 1989.
De gracht telt vier bruggen: brug nr. 295 bij de hoek met de Rechtboomssloot, brug nr. 292 tussen de Koningsstraat en Korte Koningsstraat, brug nr. 293 tussen de Keizersstraat en Korte Keizersstraat en brug nr. 290 tussen de Dijkstraat en Korte Dijkstraat.

## Geschiedenis
De Kromboomssloot is zo'n vijf eeuwen oud. De gracht is vernoemd naar de 16e-eeuwse scheepsbouwer en burgemeester Cornelis Pietersz Boom. Zowel de Kromboomssloot als Rechtboomssloot waren oorspronkelijk sloten die in opdracht van Cornelis Boom verbreed werden tot gracht om zo zijn scheepswerf op de Lastage met het IJ te verbinden.
In 1994 kwam de gemeente met het plan om de bomen aan de Kromboomssloot en Rechtboomssloot te rooien. Dit plan werd echter geschrapt na protesten door bewoners.

## Bekende gebouwen

### Schottenburch
Schottenburch staat bekend als het oudste nog bestaande pakhuis van Amsterdam. Een van de oudste pakhuizen van de stad is het zeker. Schottenburch heeft een gevelsteen met het jaartal 1636, maar het gebouw is al te zien op de stadsplattegrond van Amsterdam uit 1595 gemaakt door Pieter Bast. Het is een dubbel pakhuis met tuitgevels en luiken aan Kromboomssloot 18-20. In de periode 1979 tot en met 1988 was Pakhuis de Schottenburch een kunstenaarsinitiatief. Er werden en tentoonstellingen, performances, theater, kunstmanifestaties (onder andere "Dichter bij de Beelden" en "Kunst of Pornografie?") en muziekoptredens georganiseerd door beeldend kunstenaar Wim Vonk, die het kunstenaarsinitiatief Schottenburch organiseerde.
Er zijn nu woningen, een galerie en een wijnhandel in gevestigd.

### Armeens-Apostolische Kerk
De Armeens-Apostolische Kerk opende haar deuren in een voormalig pakhuis aan de Kromboomssloot in 1714. In 1749 werd de kerk uitgebreid en verfraaid met onder andere een omlijsting om de buitendeur. De kerk is tot 1806 in gebruik gebleven. In 1874 werd het gebouw verkocht, maar in 1989, na de komst van een nieuwe golf gelovigen uit onder meer Turkije, werd het teruggekocht en werd weer in gebruik genomen als kerkgebouw. In augustus 2008 begon een renovatie die twee jaar zou duren. De bovenste verdiepingen zullen waarschijnlijk een culturele of museale bestemming krijgen.

### De Oude Jumbo
De Oude Jumbo is een complex van vijf aaneengesloten panden aan de Kromboomssloot en Oudeschans, waarvan vier panden (twee uit de 17e eeuw en twee uit de 18e eeuw) als rijksmonument zijn aangewezen. In dit complex ontwikkelde de firma Hausseman & Hotte als fabrikant Jumbo bekende spellen als Stratego. Veel jonge buurtbewoners vonden werk bij het bedrijf. In 2006 verliet Jumbo de vijf panden en verhuisde naar Zaandam. Hierna werd het complex verbouwd tot appartementen, waarbij de dichtgebouwde binnentuinen weer opengemaakt werden en de oorspronkelijke achtergevels hersteld werden.

### De Branderij
De Branderij, de voormalige koffiebranderij van Alex Meijer & Co., werd begin 20e eeuw ontworpen door architect E.M. Rood (1851-1929). Het gebouw in sobere jugendstil-stijl is nu een gemeentelijk monument.

## Afbeeldingen

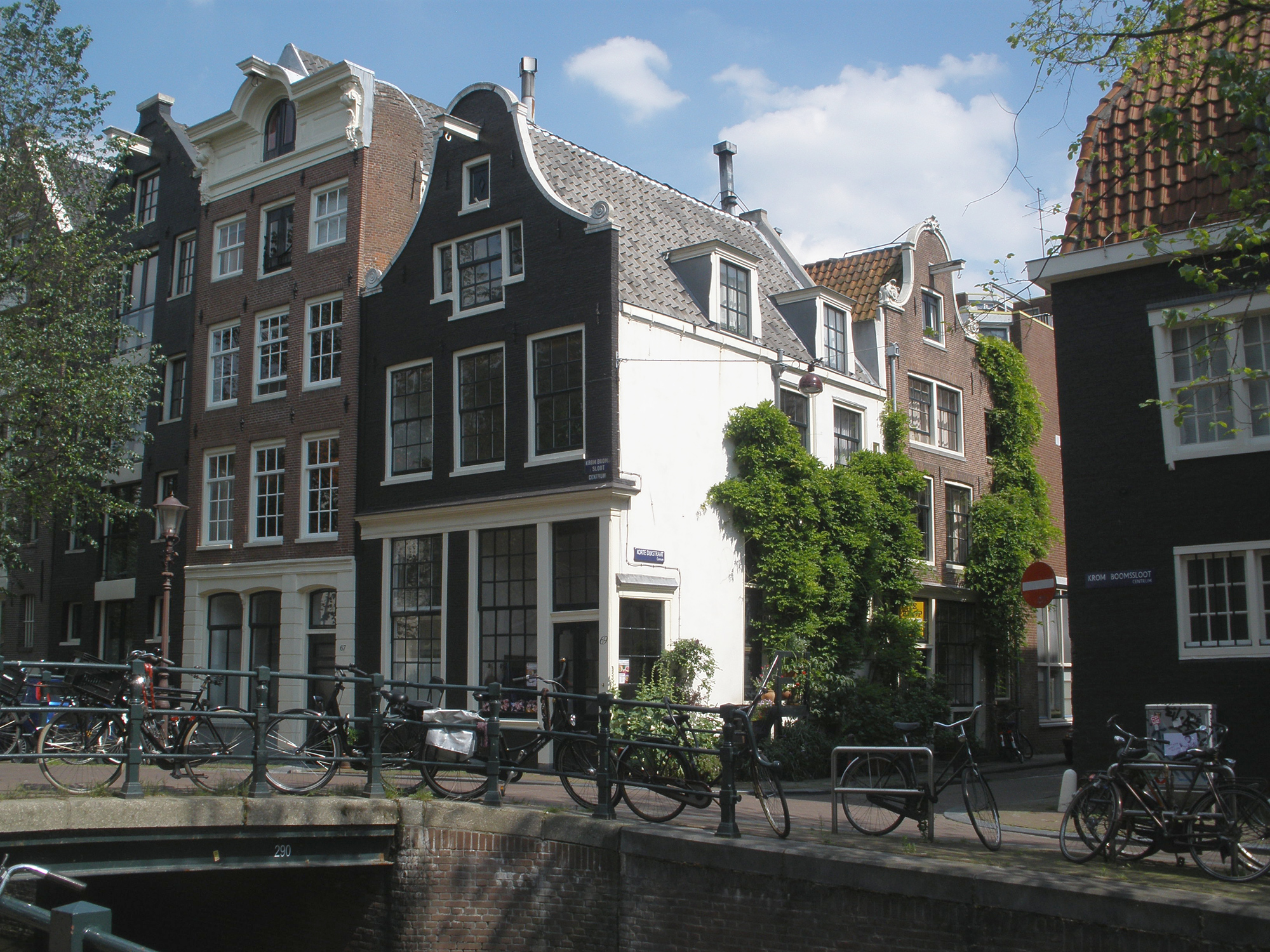
Grachtenpanden aan de Kromboomssloot, hoek Korte Dijkstraat.
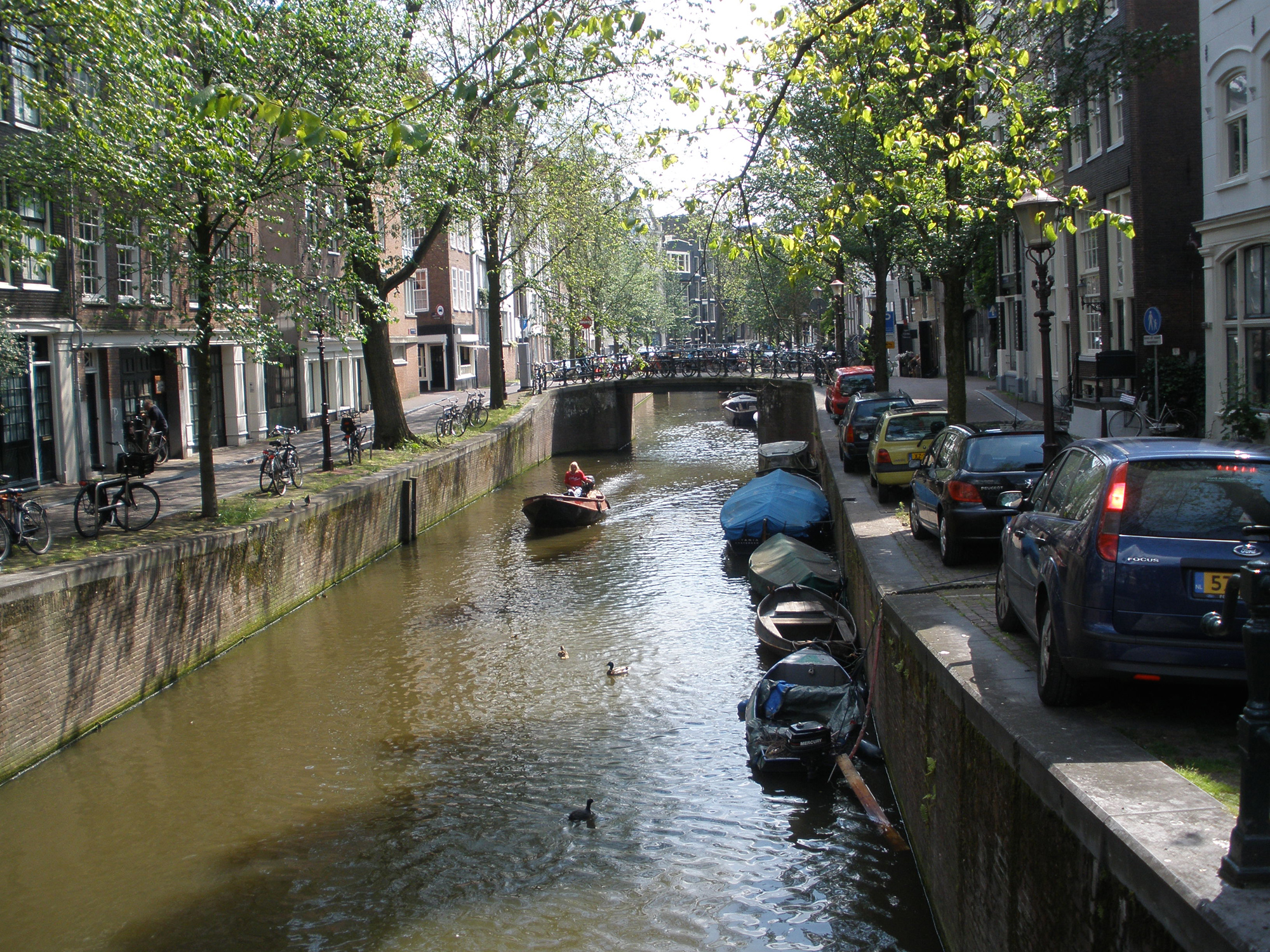
De Kromboomssloot
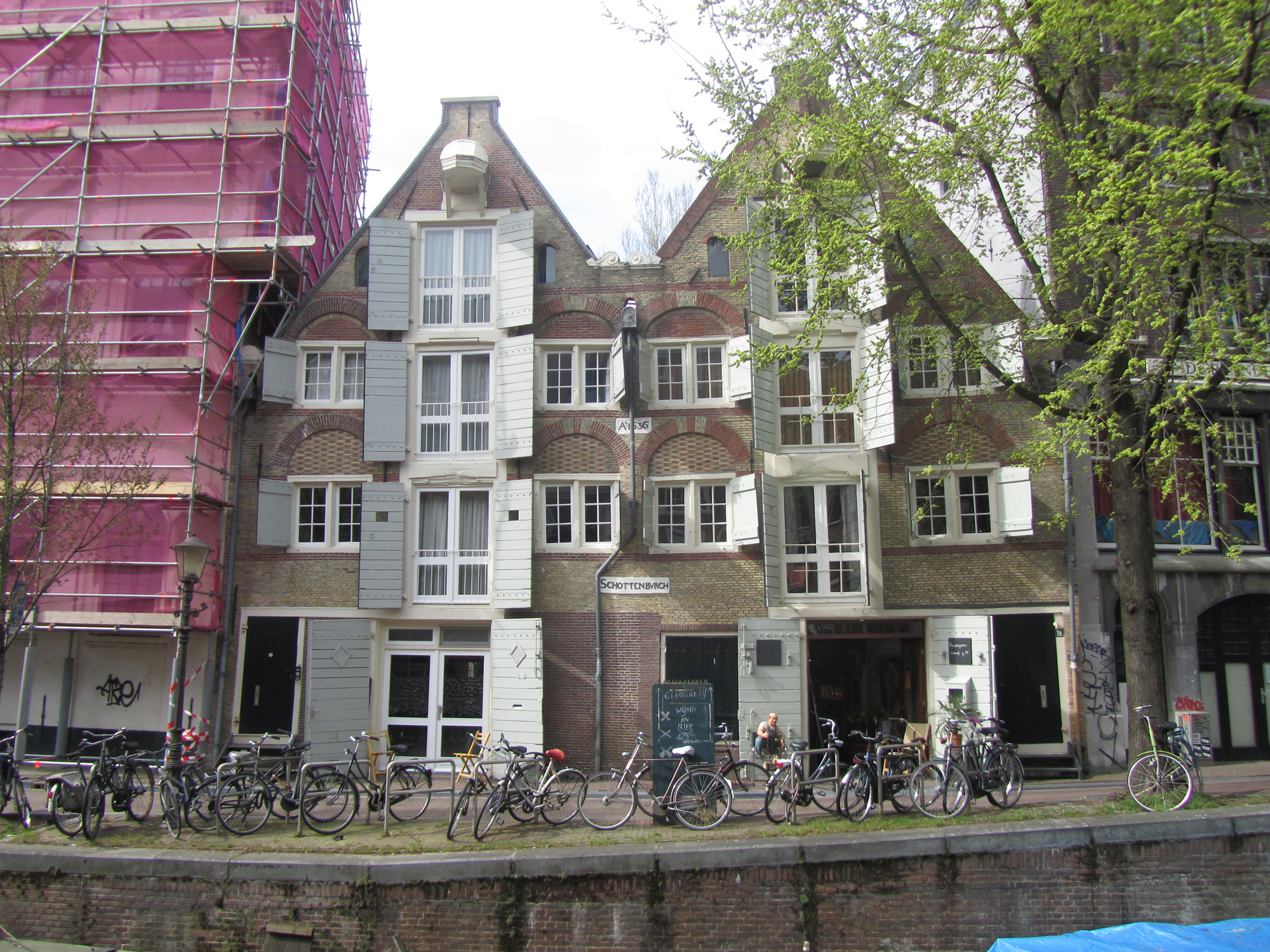
Schottenburch
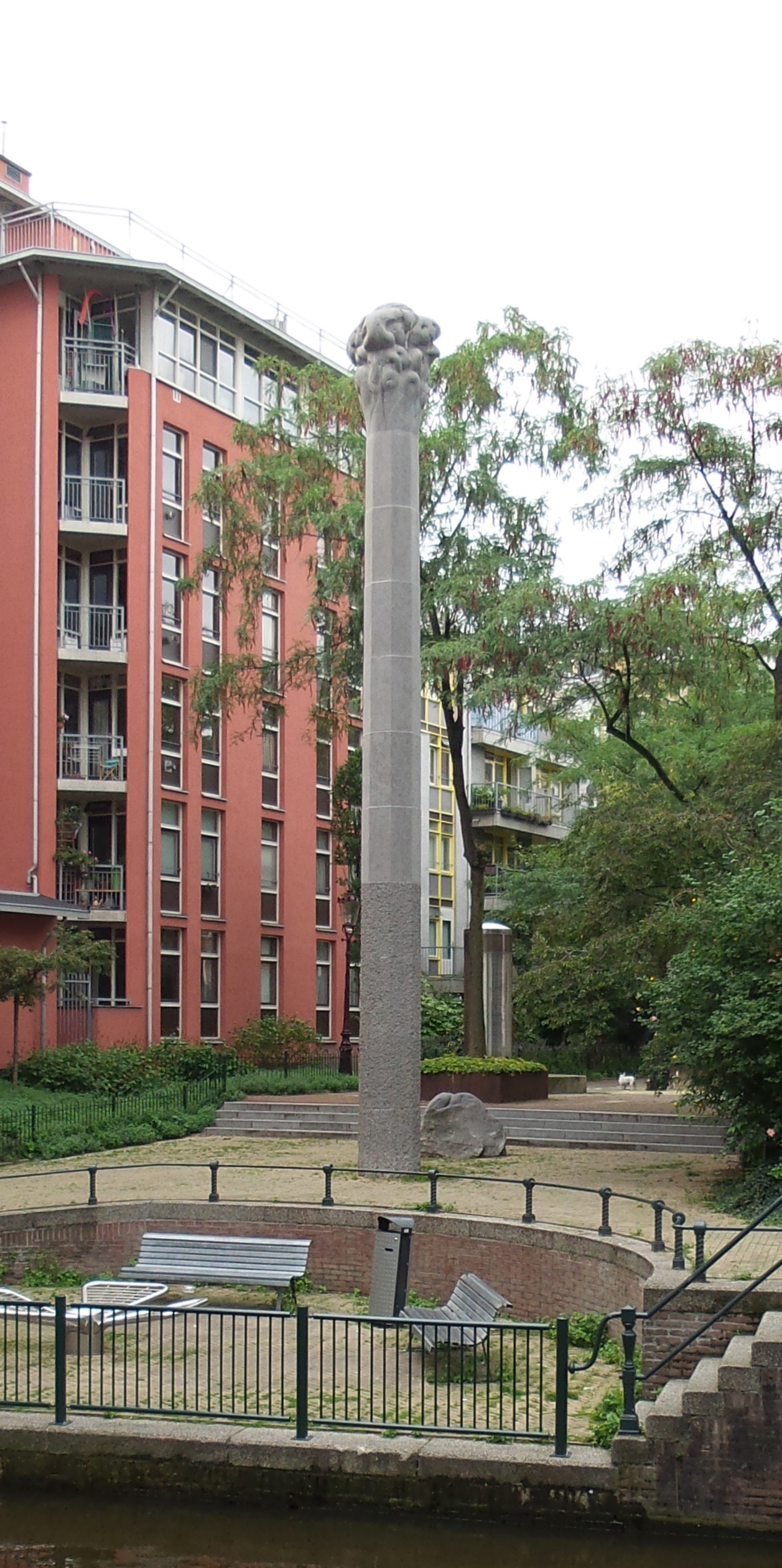
Levensboom van Wim Tap